# Szent Benedek Gimnázium, Szakképző Iskola és Kollégium Kiskunfélegyházi Petőfi Sándor Tagintézménye
A Szent Benedek Gimnázium, Szakképző Iskola és Kollégium Kiskunfélegyházi Petőfi Sándor Tagintézménye (egykoron Állami Tanítóképző, majd Petőfi Sándor Gépészeti és Informatikai Szakképző Iskola és Kollégium, mai népszerű rövidített neve: PG) Kiskunfélegyházán található középiskola és kollégium. Nevét a híres magyar költő, Petőfi Sándor után kapta. Két tanulmányi területe a gépészet és az informatika. Az iskolát 2007-től a PG Alapítvány működtette. 2013 szeptemberétől a Szent Benedek Gimnázium, Szakképző Iskola és Kollégium Kiskunfélegyházi Petőfi Sándor Tagintézményeként működik tovább a Magyar Bencés Kongregáció Pannonhalmi Főapátság fenntartásában.

## Története
Az iskola 1871-ben, mint Tanítóképző kezdte meg működését. Eötvös József népoktatási törvénye alapján 20 „képezdét” létesítettek. Ezek egyike volt a „PG” is.
Az Alföld közepén – ahol akkoriban az ott élő lakosság nagy része analfabéta volt – ez lett az egyetlen állami tanítóképző. Kezdetben Csongrádon működött, de a Tisza gyakori áradása miatt 1876-ban Kiskunfélegyházára költözött. Ez az iskola nevelte több, mint nyolc évtizeden át a Duna–Tisza köze és a Tiszántúl nagy területének néptanítóit.
Ez az intézmény nem csak a falunak és a tanyavilágnak adott hivatásszerető nevelőket, hanem végzett diákjai közül többen váltak az oktatás és a nevelés irányítóivá, politikai, társadalmi, tudományos, irodalmi, művészeti és sportéletünk kiemelkedő képviselőivé.
Az iskola Kiskunfélegyházán először a mai Móra Ferenc Általános Iskolában nyert elhelyezést, majd 1904-ben költözött jelenlegi otthonába. Az iskolareformok következtében jellege az utóbbi 45 évben többször változott. Az 1956-57-es tanévig bezárólag mint Állami Tanítóképző Intézet, de vele párhuzamosan 1949-50-ig Állami Líceumként is működött. A Líceum 1949-50-től átalakult Állami Pedagógiai Gimnáziummá, mellyel párhuzamosan indult Testnevelési Gimnázium is (az ún. Sportgimnázium).
Mindkét iskolatípus 1953-ban átalakult Testnevelési Szaktanítóképző Intézetté. 1954-től 1958-ig az iskola fokozatosan gimnáziummá alakult. 1962-64-ig fiúgimnázium, majd 1963 szeptemberétől koedukált gimnázium lett. 1967-től biológia-kémia tagozat is működött itt. Az utolsó gimnáziumi osztály 1975-ben érettségizett. 1972-ben kezdődött a gépészeti szakközépiskolai képzés, az iskola jelenleg is hasonló profillal működik, technikusképző intézetként.

## Galéria

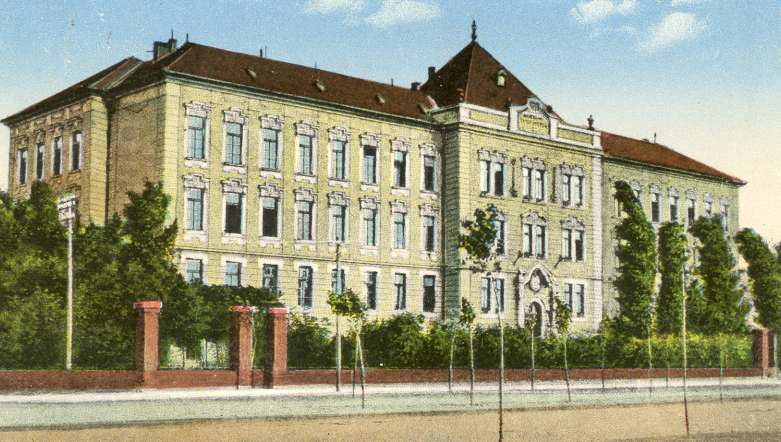
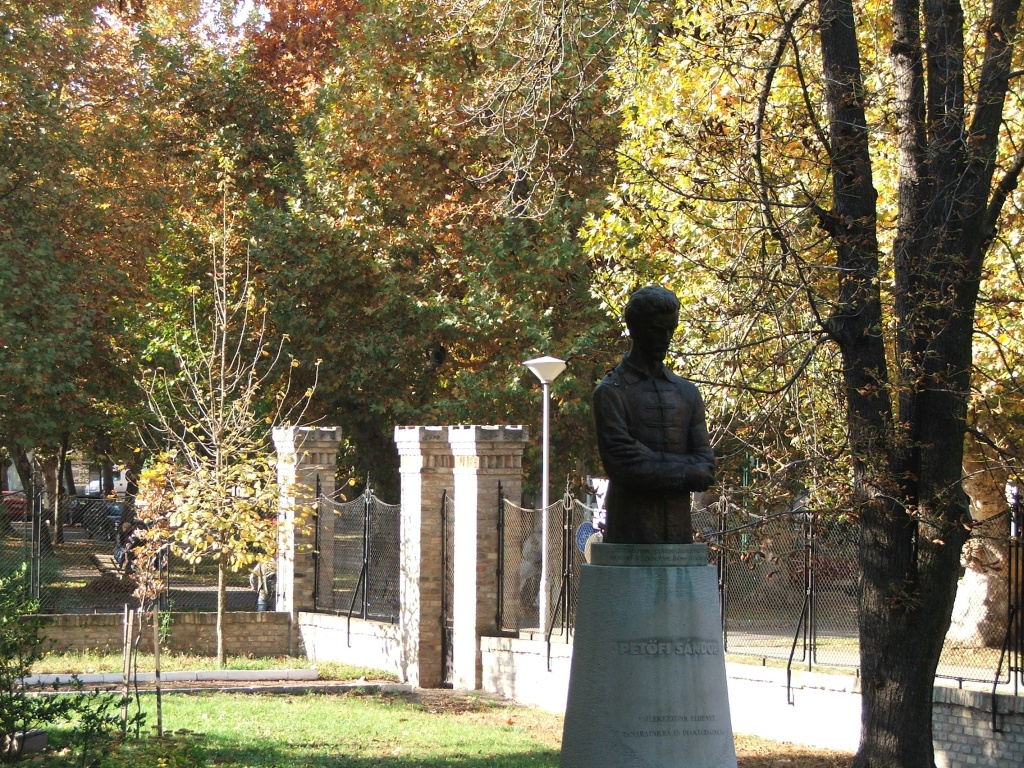
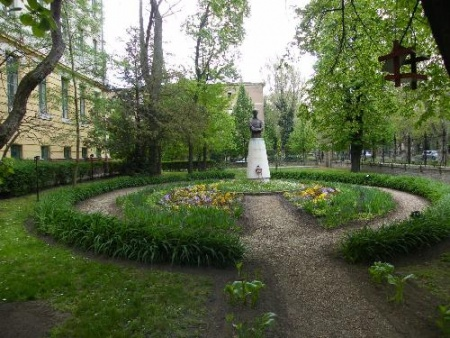
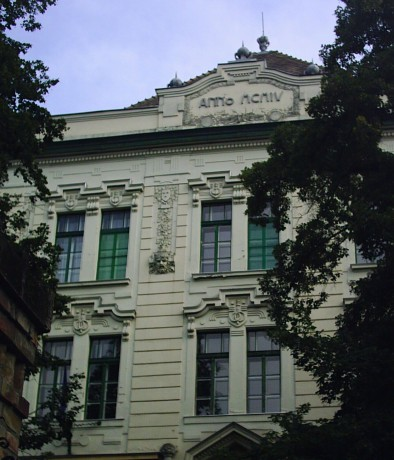

## Egykori híres diákok, tanárok
- Darvas József (író)
- Keszthelyi Rudolf
- Kutasi László
- Munkácsy Károly
- Szántó Károly (pedagógus)
- Westsik Vilmos
- Zsivótzky Gyula

## Külső hivatkozások
- Honlap